# Xã Jobe, Quận Oregon, Missouri
Xã Jobe (tiếng Anh: Jobe Township) là một xã thuộc quận Oregon, tiểu bang Missouri, Hoa Kỳ. Năm 2010, dân số của xã này là 106 người.